# Festival Nacional del Acordeón (Argentina)
El Festival Nacional y Americano del Acordeón se realiza en la ciudad de San Jorge, una pequeña localidad de la Provincia de Santa Fe, ubicada en el centro-este de Argentina.

## Historia
El festival se realizó por primera vez en el año 2001, es organizado por la Asociación Marchigiana de San Jorge, la Municipalidad de dicha ciudad y por el gobierno provincial.
El concurso reúne a importantes acordeonistas de toda América, pero cualquiera que sepa ejecutar el instrumento puede anotarse y participar. El jurado está compuesto por 4 jueces de distintos países latinoaméricanos.
Los dos primeros años del festival fueron solo de forma expositiva, y desde el año 2003 el certamen tomó el carácter de competitivo y desde ese entonces se entregan importantes premios a los ganadores, y quien consiga el primer puesto se hace acreedor del premio máximo que otorga el festival, este premio consiste en un pasaje de ida y vuelta a Castelfidardo, una localidad de la Provincia de Ancona, en Italia, en donde se realiza el Festival Internacional del Acordeón.

## Ganadores
|    | Festival | Ganador                         | Localidad              |
| -- | -------- | ------------------------------- | ---------------------- |
| 1  | 2003     | Germán Fratarcangelli           | Berazategui            |
| 2  | 2004     | Enrique Alberto Sosa            | Capital Federal        |
| 3  | 2005     | Alejandro Paredes               | Bahía Blanca           |
| 4  | 2006     | Jonathan Pelliza                | Cutral Có              |
| 5  | 2007     | Aldo Sebastián Taborda          | Paraná                 |
| 6  | 2008     | Jorge Alejandro Matlaszuk       | Lanús Oeste            |
| 7  | 2009     | ?                               | ?                      |
| 8  | 2010     | German Fratarcangelli           | Berazategui            |
| 9  | 2011     | Ivan Monti                      | Villa General Belgrano |
| 10 | 2012     | Juan Ignacio Hernández Maturana | San Bernardo (Chile)   |
| 11 | 2013     | Aldo Sebastián Taborda          | Paraná                 |
| 12 | 2014     |                                 |                        |